# ستيرينبيرغ
ستيرينبيرغ (بالإنجليزية: Stierenberg)‏ هو أحد جبال سلسلة ستيرينبيرغ ويقع في كانتون أرجاو في سويسرا. يحتل المرتبة رقم 448 في قائمة جبال سويسرا من حيث الارتفاع، إذ يبلغ ارتفاعه حوالي 872 متر، بينما يبلغ ارتفاع نتوء الجبل 332 متر.